# Embarcadère de North Point

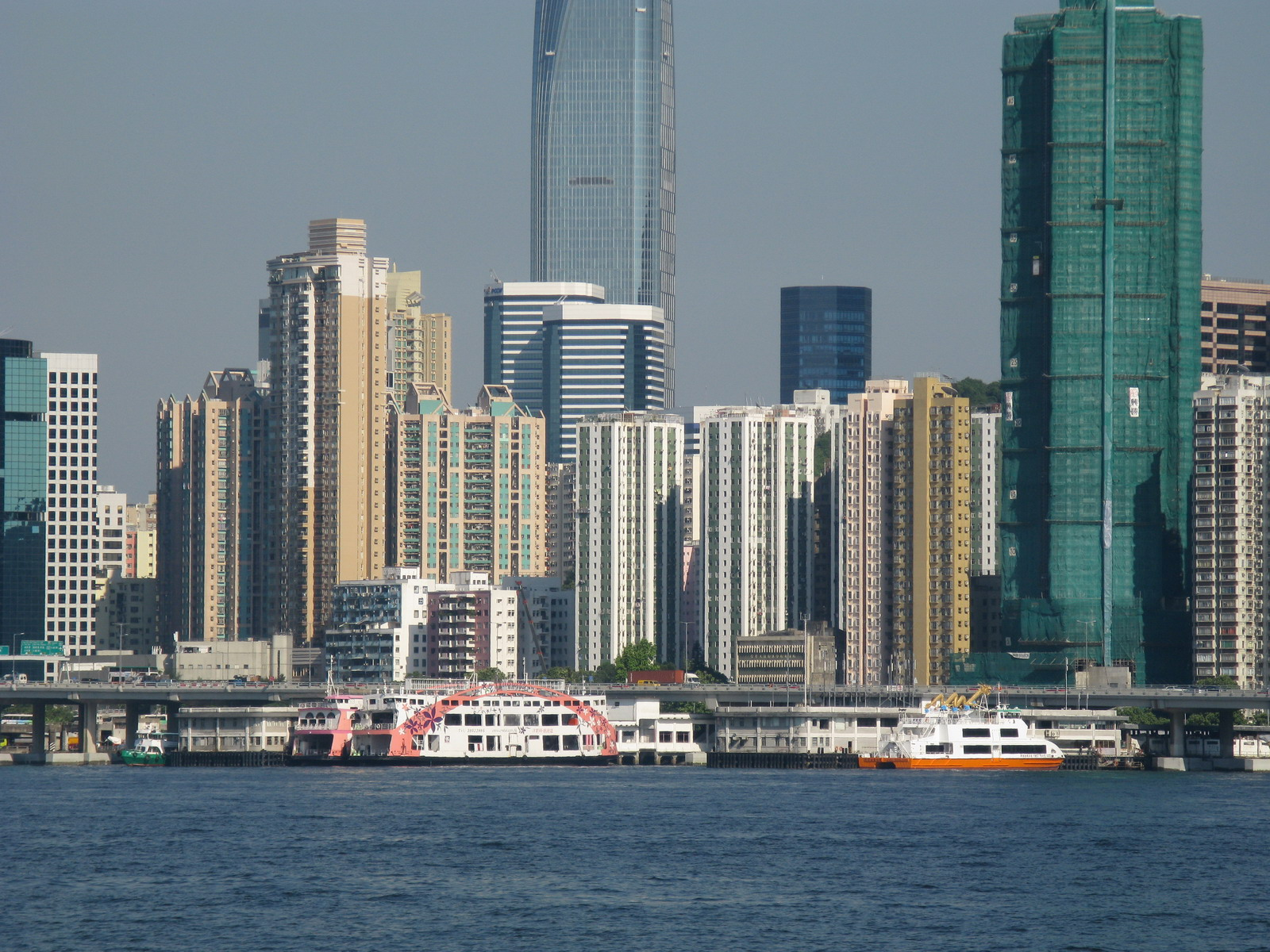
L'embarcadère de North Point en juillet 2008.

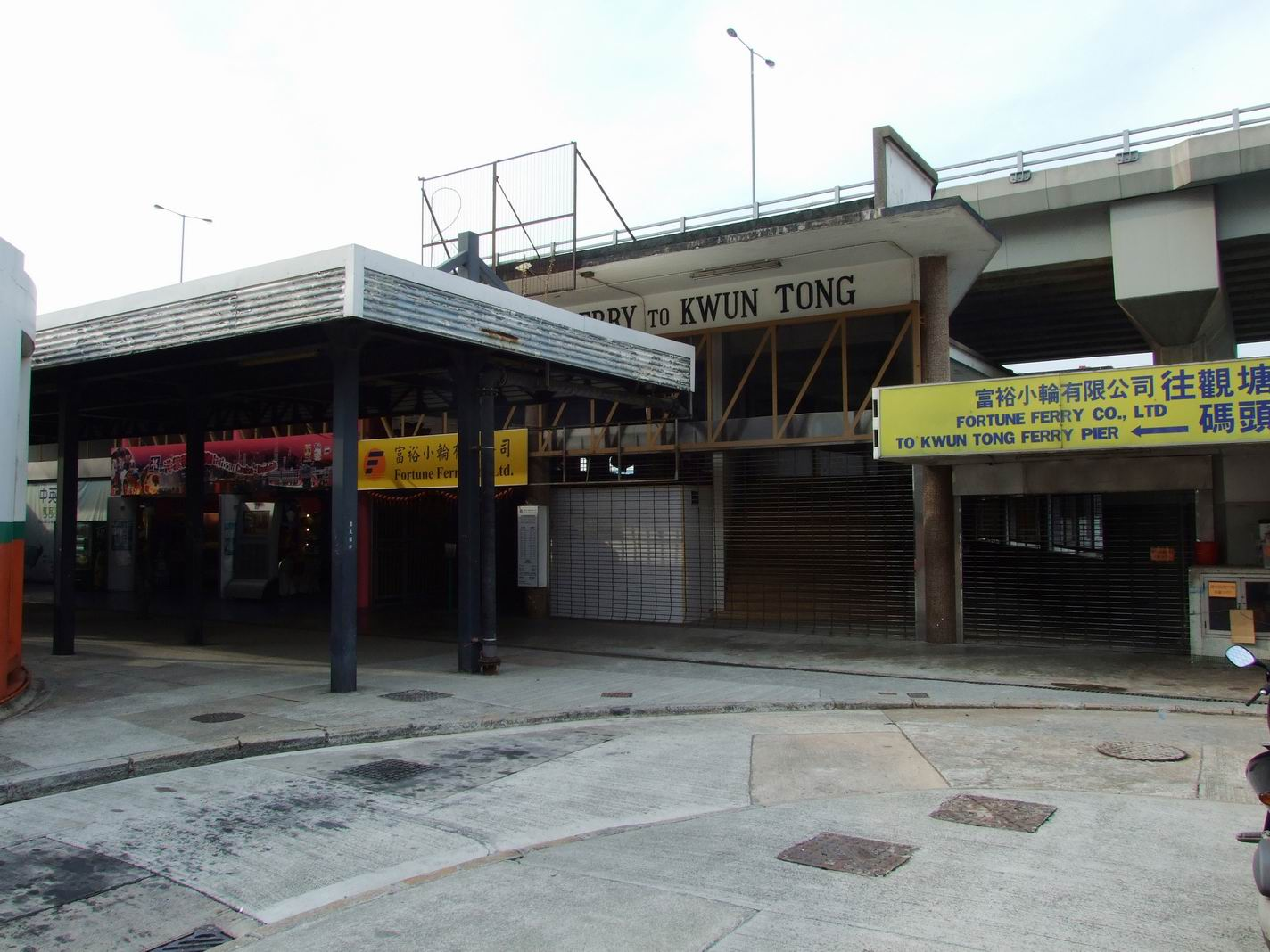
L'embarcadère de North Point (quai Est) en novembre 2007.

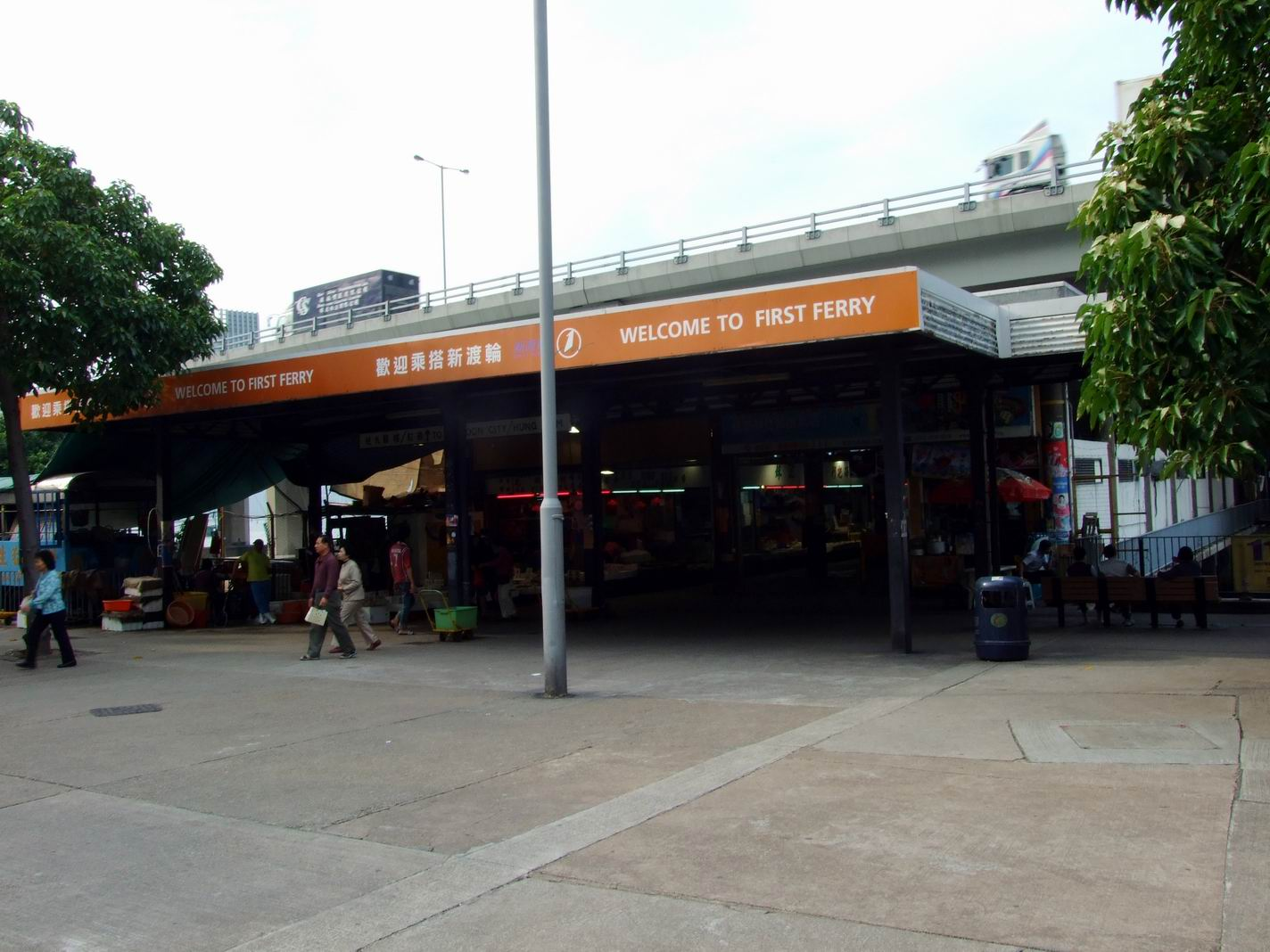
L'embarcadère de North Point (quai Ouest) en novembre 2007.

L'embarcadère de North Point (北角碼頭) est situé à Hong Kong dans le quartier de North Point (en) du district d'Eastern, à proximité de l'ancien site de North Point Estate (en) (北角邨). Il a commencé à fonctionner en 1963. En 1979, un deuxième poste d'amarrage pour passagers a ouvert ses portes, situé à l'ouest de celui existant.
Jusqu'au 14 mai 2016, le grand terminus de bus en plein air de l'embarcadère de North Point était situé immédiatement à l'intérieur des terres près de l'embarcadère, mais il a maintenant été déplacé à un pâté de maisons plus à l'est, sous le nom d'« échangeur de transport public de l'embarcadère de North Point » dans un nouveau bâtiment, et un autre nouveau bâtiment est en cours de construction sur le site de l'ancienne gare routière.

## Destinations
| Destination     | Nom de l'embarcadère                                                             |
| Hung Hom        | Embarcadère de Hung Hom                                                          |
| Ma Tau Kok (en) | Embarcadère de Kowloon City                                                      |
| Kwun Tong       | Embarcadère de Kwun Tong (en)                                                    |
| Kwun Tong       | Embarcadère de Kwun Tong (en) (véhicules de marchandises dangereuses uniquement) |
| Mui Wo          | Mui Wo (véhicules de marchandises dangereuses uniquement)                        |
| Discovery Bay   | Discovery Bay (véhicules de marchandises dangereuses uniquement)                 |